# フーガ イ短調 (ショパン)

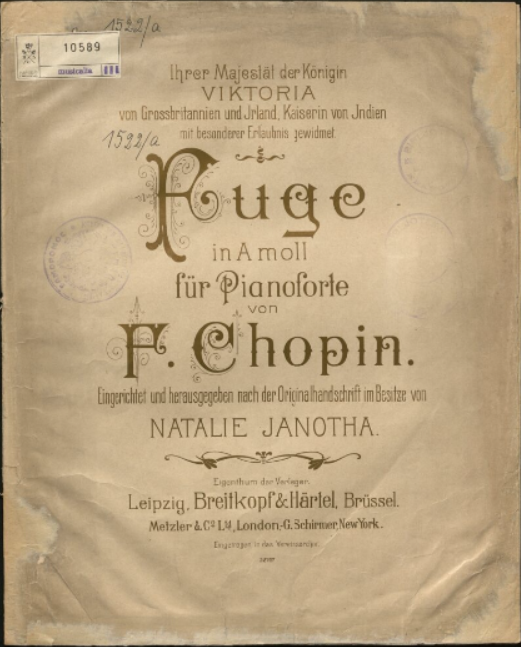
初版表紙（1898年）

フーガ イ短調（フーガ イたんちょう、作品番号なし、KK.IVc/2、BI.144）は、フレデリック・ショパンが作曲したピアノ独奏曲。
作曲年について、ポーランド国立ショパン研究所（Fryderyk Chopin Institute）では1840年頃としている。

## 概要
ショパンはバッハに深い尊敬の念を抱いていたことから対位法に強い関心を抱いており、1841年には対位法を学び直すためにケルビーニの『対位法とフーガ教程』を入手し、その中の3つのフーガを写譜するなどしていた。そのため、後期の作品には対位法手法を取り入れた楽曲が多く存在する。このフーガもその中の1つであるが、その一方で若い時の習作か弟子の教育のために書かれたものとする説もある。
この曲はショパンの生前には出版されず、ショパンの弟子の一人である マルツェリーナ・チャルトリスカより自筆楽譜を遺贈されたナタリア・ヤノータによって1898年にブライトコプフ・ウント・ヘルテルより出版された。
自筆楽譜はヤノータの死後、競売にかけられた。現在は、バルデモーサのカルトジオ修道院内美術館にある。

## 構成

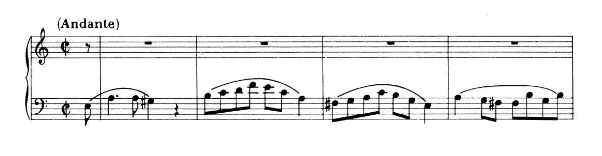
冒頭部分

曲は全69小節からなる2声のフーガで、主題に半音階的な動きを持つ。中間部の44-45小節ではこの半音階的要素が展開される。51小節より再び主題が演奏され、61-65小節ではE音のトリルによる持続低音が奏され、最後は2声ともA音の主音のみのユニゾン終止で曲が閉じられる。

1898年の初版では48-50小節および57小節以降で左手パートがオクターブになっている他、69小節の最後の音がピカルディ終止の和音になっていたが、1955年に出版されたパデレフスキ版（ショパン全集18巻： 小品集）ではヤノータの死後にアーサー・ヘドリーの所有していた自筆楽譜に基いて改められた。